# زبیگنیف مسنر
زبیگنیف مسنر (انگلیسی: Zbigniew Messner; زاده ۱۳ مارس ۱۹۲۹ – درگذشته ۱۰ ژانویهٔ ۲۰۱۴) سیاست‌مدار اهل لهستان بود.